# Bera (Navarra)
Vera de Bidasoa oder Bera (baskisch) ist eine spanische Stadt in der Comunidad Foral de Navarra. Die Stadt liegt in etwa 60 Meter Höhe und hat 3.763 Einwohner (Stand: 2024) auf einer Fläche von 35 Quadratkilometern.

## Söhne und Töchter der Stadt
- Francisco Vila (* 1975), Radrennfahrer
- Jon Bru (* 1977), Radrennfahrer